# Kvindehjerter (film fra 1920)
Kvindehjerter er en amerikansk stumfilm fra 1920 af Charles Maigne.

## Medvirkende
- Anna Q. Nilsson som Sylvia Landis
- Conrad Nagel som Stephen Siward
- Clarence Burton som Leroy Mortimer
- Dorothy Davenport som Leila Mortimer
- Herbert Prior som Kemp Farrell
- Ruth Helms som Grace Farrell
- Bertram Grassby som Howard Quarrier
- Maude Wayne som Lydia Vyse
- Fred R. Stanton som Beverly Plank
- William H. Brown